# After. Aquí acaba tot
After. Aquí acaba tot (títol original en anglès, After Everything) és una pel·lícula de drama romàntic estatunidenca del 2023 escrita i dirigida per Castille Landon, basada en els personatges de la sèrie de novel·les After d'Anna Todd. És la seqüela directa d'After. Amor infinit (2022) i la cinquena entrega de la sèrie de pel·lícules After. És protagonitzada per Josephine Langford i Hero Fiennes Tiffin que repeteixen els seus papers de Tessa Young i Hardin Scott, respectivament. S'ha doblat i subtitulat al català.
La pel·lícula es va estrenar en una selecció de cinemes dels Estats Units el 13 de setembre de 2023 a càrrec de Voltage Pictures.

## Repartiment
- Hero Fiennes Tiffin com a Hardin Scott
- Josephine Langford com a Tessa Young
- Louise Lombard com a Trish Daniels
- Stephen Moyer com a Christian Vance
- Mimi Keene com a Nathalie
- Benjamin Mascolo com a Sebastian
- Cora Kirk com a Freya
- Rosa Escoda com a Kat
- Jessica Webber com a Maddy
- Ella Martine com a Naomi
- Laura Dutra com a Paloma
- Chance Perdomo com a Landon
- Kiana Madeira com a Nora
- Rob Estes com a Ken Scott
- Arielle Kebbel com a Kimberly
- Aya Ivanova com a Emery
- Carter Jenkins com a Robert
- Anton Kottas com a Smith